# Яшкаба (муниципалитет)
Яшкаба́ (исп. Yaxcabá) — муниципалитет в Мексике, штат Юкатан, с административным центром в одноимённом городе. Численность населения, по данным переписи 2010 года, составила 14 802 человека.

## Общие сведения
Название Yaxcabá c майянского языка можно перевести как: зелёная земля.
Площадь муниципалитета равна 1474 км², что составляет 3,7 % от площади штата, а наивысшая точка — 40 метров над уровнем моря, расположена в поселении Тинунках.
Он граничит с другими муниципалитетами Юкатана: на севере с Суцалем и Тункасом, на востоке с Тинумом и Чанкомом, на юго-востоке с Чикинцонотом, на юге с Пето и Тахцью, на западе с Кантамаеком и Сотутой.

## Учреждение и состав
Муниципалитет был образован в 1923 году, в его состав входит 52 населённых пункта, самые крупные из которых:
| Код INEGI                  | Населённый пункт                                                               | Численность населения (2005 год) | Численность населения (2010 год) |
| -------------------------- | ------------------------------------------------------------------------------ | -------------------------------- | -------------------------------- |
| 104                        | Всего                                                                          | 13909                            | 14802                            |
| 0001                       | Яшкаба (исп. Yaxcabá) 20°32′53″ с. ш. 88°49′38″ з. д. (административный центр) | 2799                             | 3007                             |
| 0052                       | Тишкакальтуюб (исп. Tixcacaltuyub) 20°29′34″ с. ш. 88°55′00″ з. д.             | 1899                             | 2146                             |
| 0060                       | Тахцибичен (исп. Tahdzibichén) 20°26′58″ с. ш. 88°49′52″ з. д.                 | 1567                             | 1699                             |
| 0032                       | Либре-Унион (исп. Libre Unión) 20°42′25″ с. ш. 88°48′37″ з. д.                 | 1739                             | 1671                             |
| 0019                       | Тихолоп (исп. Tiholop) 20°19′53″ с. ш. 88°41′20″ з. д.                         | 1333                             | 1463                             |
| 0051                       | Канкабцонот (исп. Kancabdzonot) 20°30′33″ с. ш. 88°42′38″ з. д.                | 931                              | 963                              |
| 0035                       | Йокцонот (исп. Yokdzonot) 20°42′39″ с. ш. 88°43′53″ з. д.                      | 816                              | 772                              |
| 0043                       | Яшунах (исп. Yaxunah) 20°32′27″ с. ш. 88°40′32″ з. д.                          | 590                              | 617                              |
| 0002                       | Канаком (исп. Canakom) 20°26′28″ с. ш. 88°45′46″ з. д.                         | 412                              | 435                              |
| —                          | Прочие                                                                         | 1823                             | 2029                             |
| Названия на карте Генштаба |                                                                                |                                  |                                  |

## Экономика
По статистическим данным 2000 года, работоспособное население занято по секторам экономики в следующих пропорциях:
- сельское хозяйство и скотоводство — 65,3 %;
- производство и строительство — 16,9 %;
- торговля, сферы услуг и туризма — 17 %;
- безработные — 0,8 %.

## Инфраструктура
По статистическим данным 2010 года, инфраструктура развита следующим образом:
- электрификация: 90,3 %;
- водоснабжение: 97 %;
- водоотведение: 31,3 %.

## Достопримечательности
В муниципалитете можно посетить:
- Архитектурные достопримечательности: церковь Святого Франсиска Асизского, часовня Девы Марии Гваделупской, бывшая асьенда Уайкот, а также церковь Святого Креста, бывший монастырь Святого Педро и часовня Святого Николаса.
- Археологические достопримечательности: памятники культуры майя: Яшунах, Ишпаниох, Шукуль, Йокцонот, Шканя, Тишкакальтуюб, Янлах.

## Фотографии

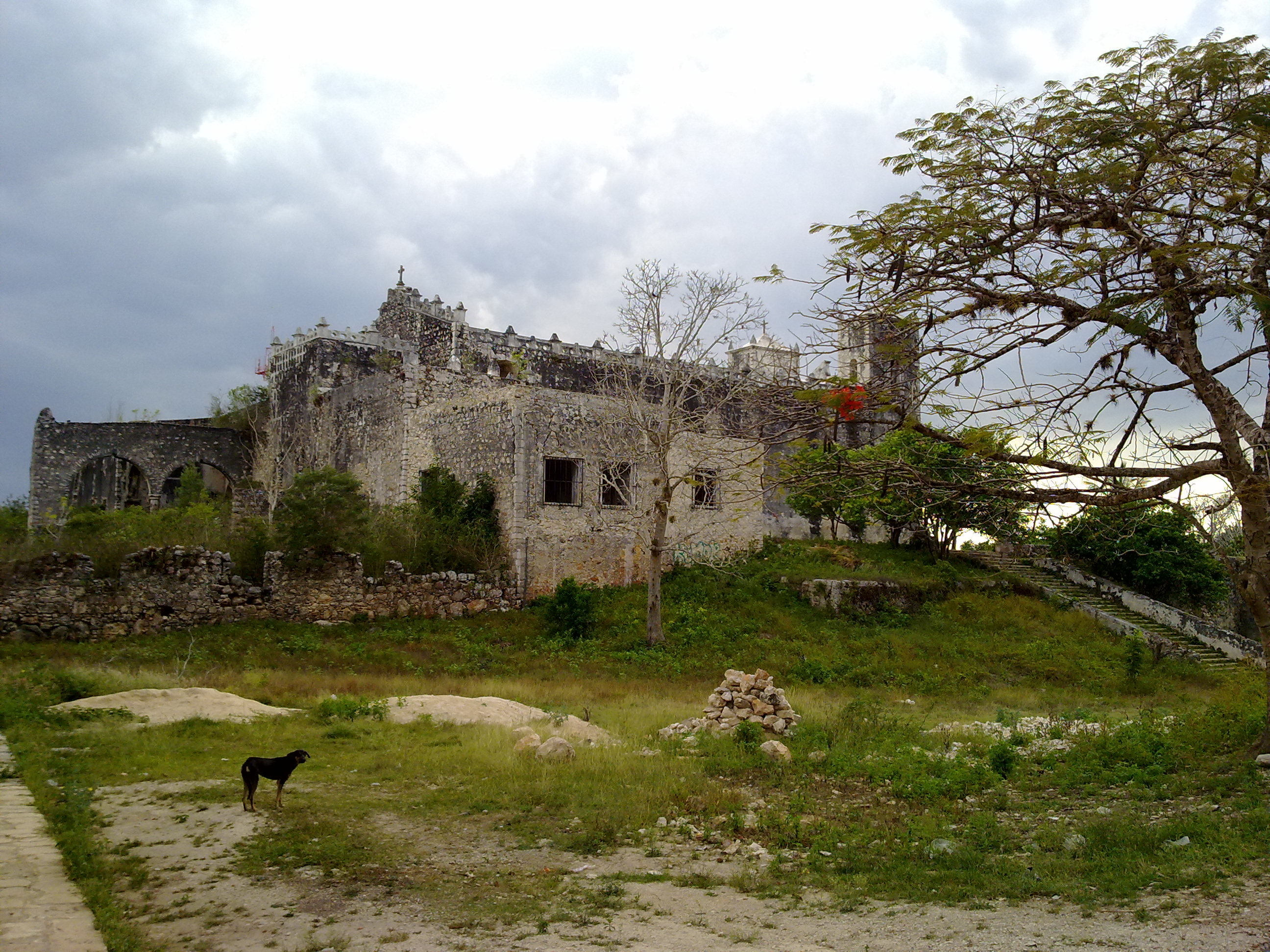
Бывший монастырь Святого Хуана Баутисты
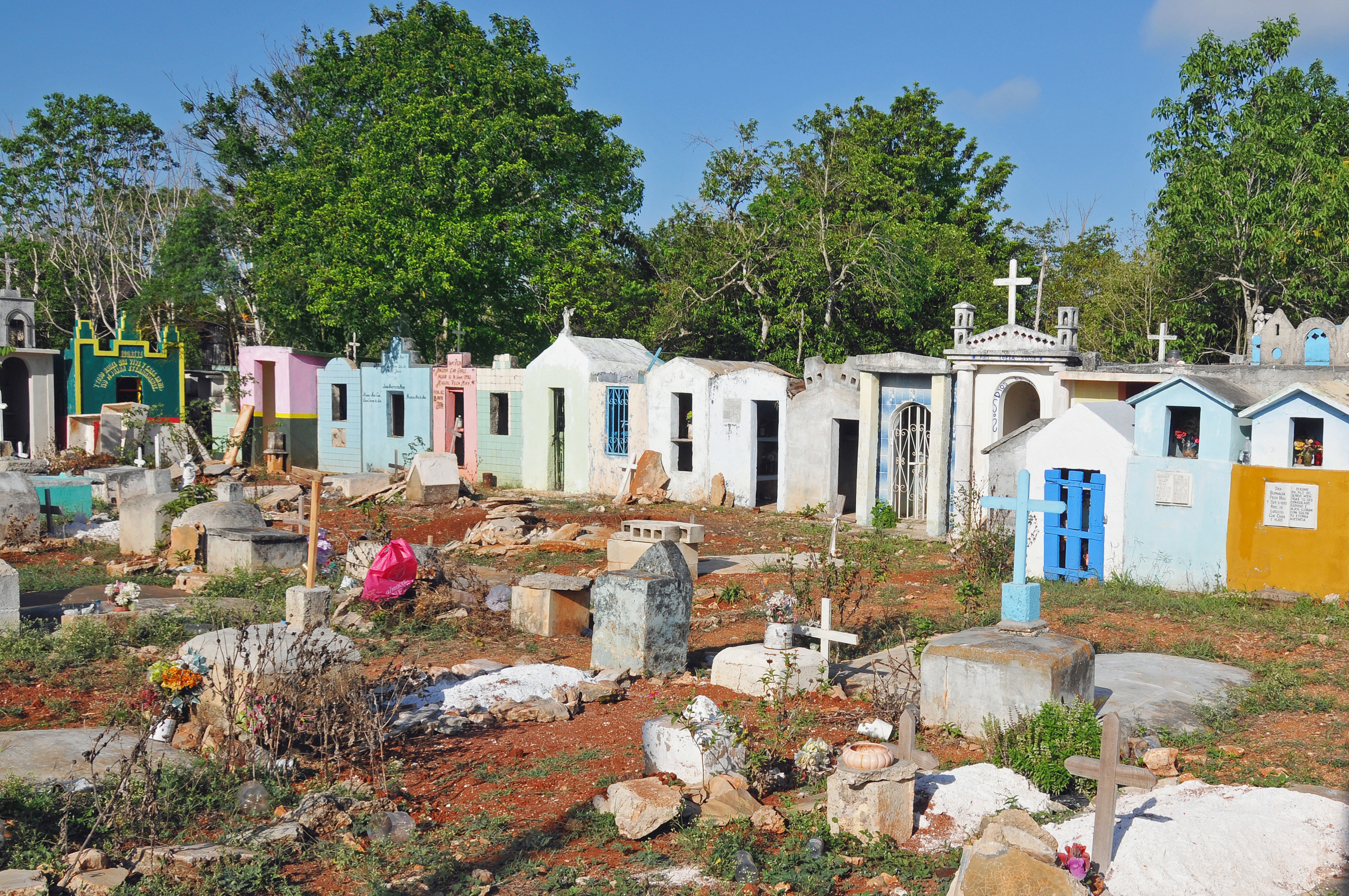
Кладбище в Либре-Унионе
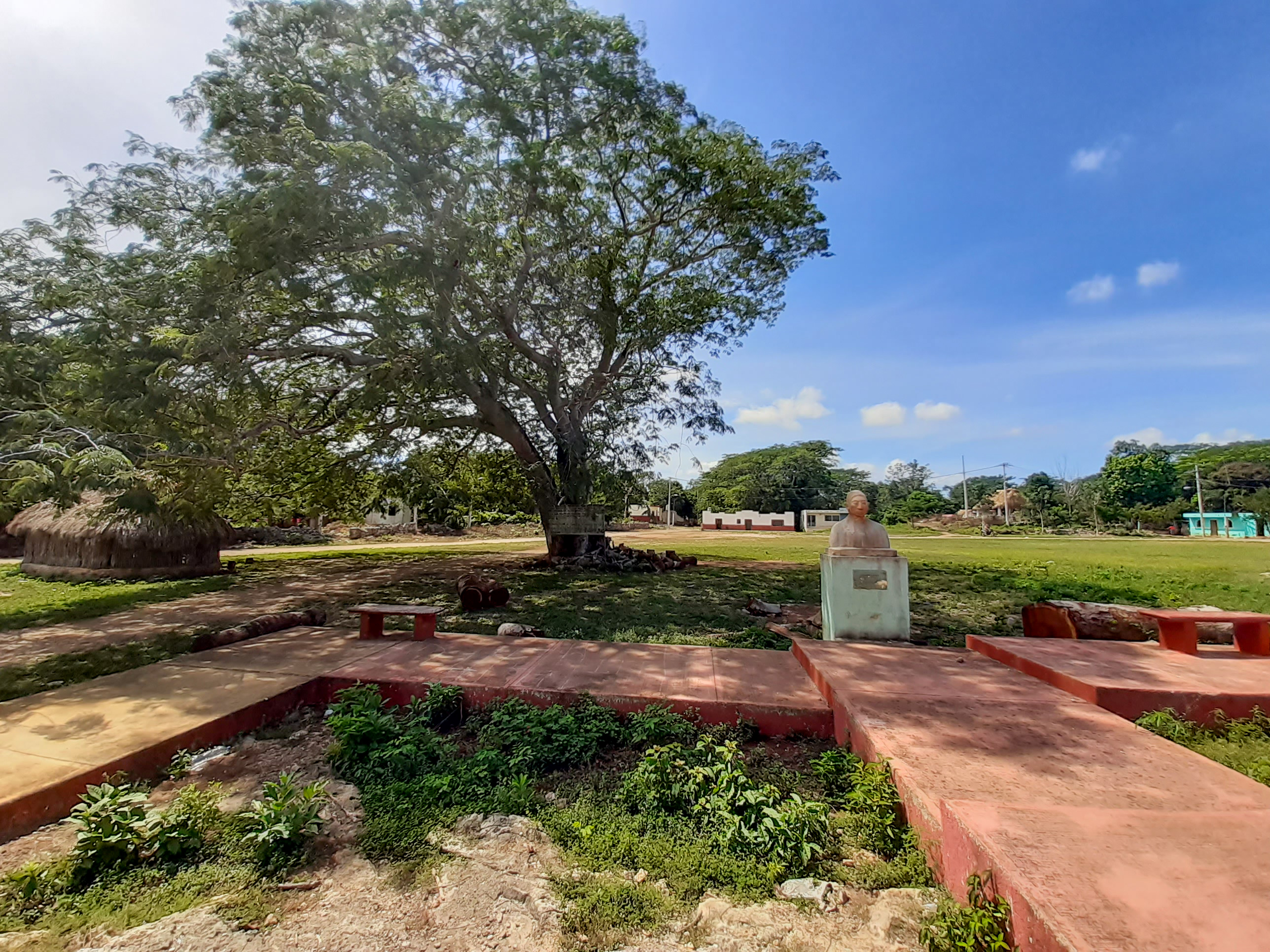
Центр Систейля
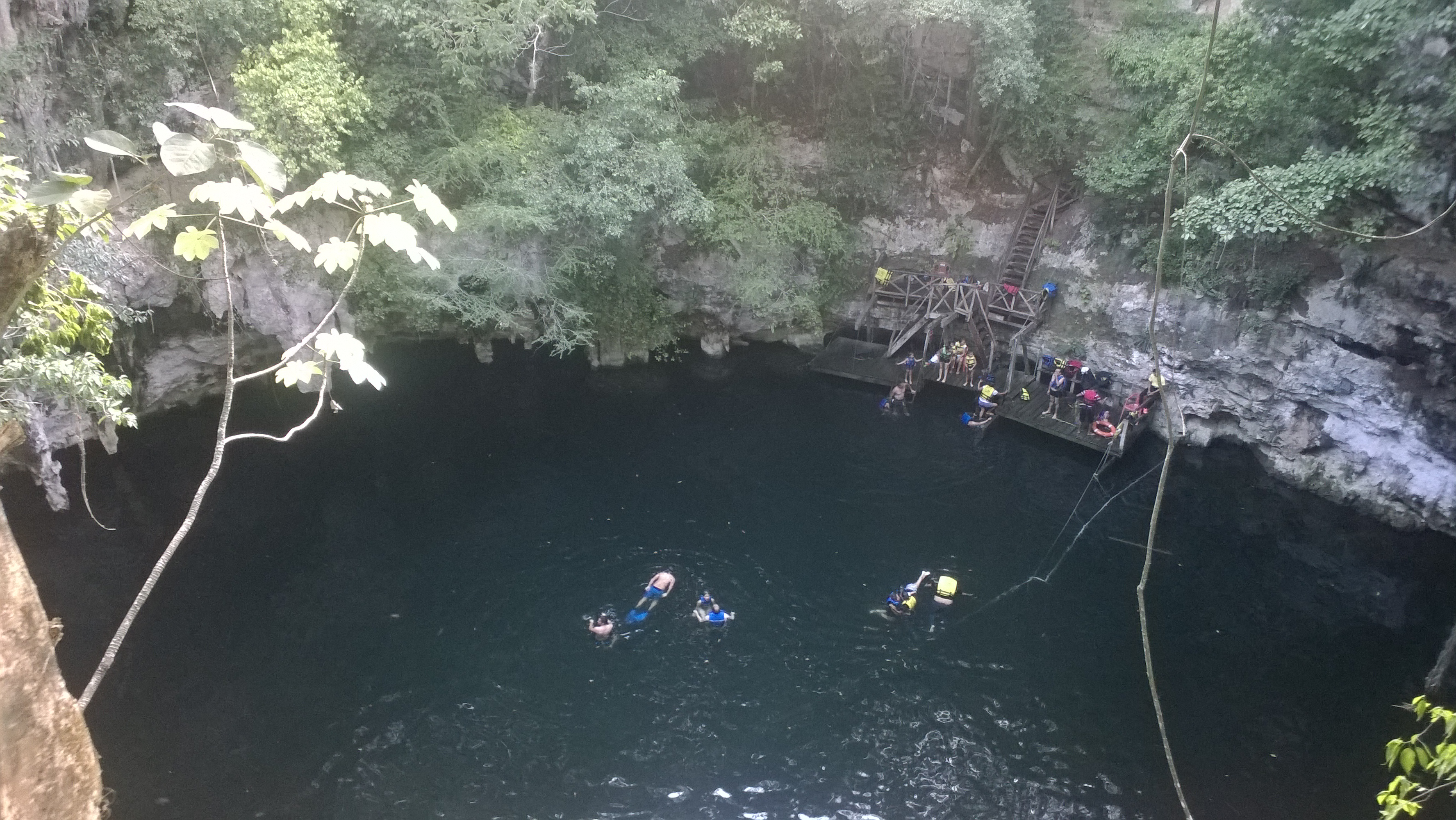
Сенот Йокцонот
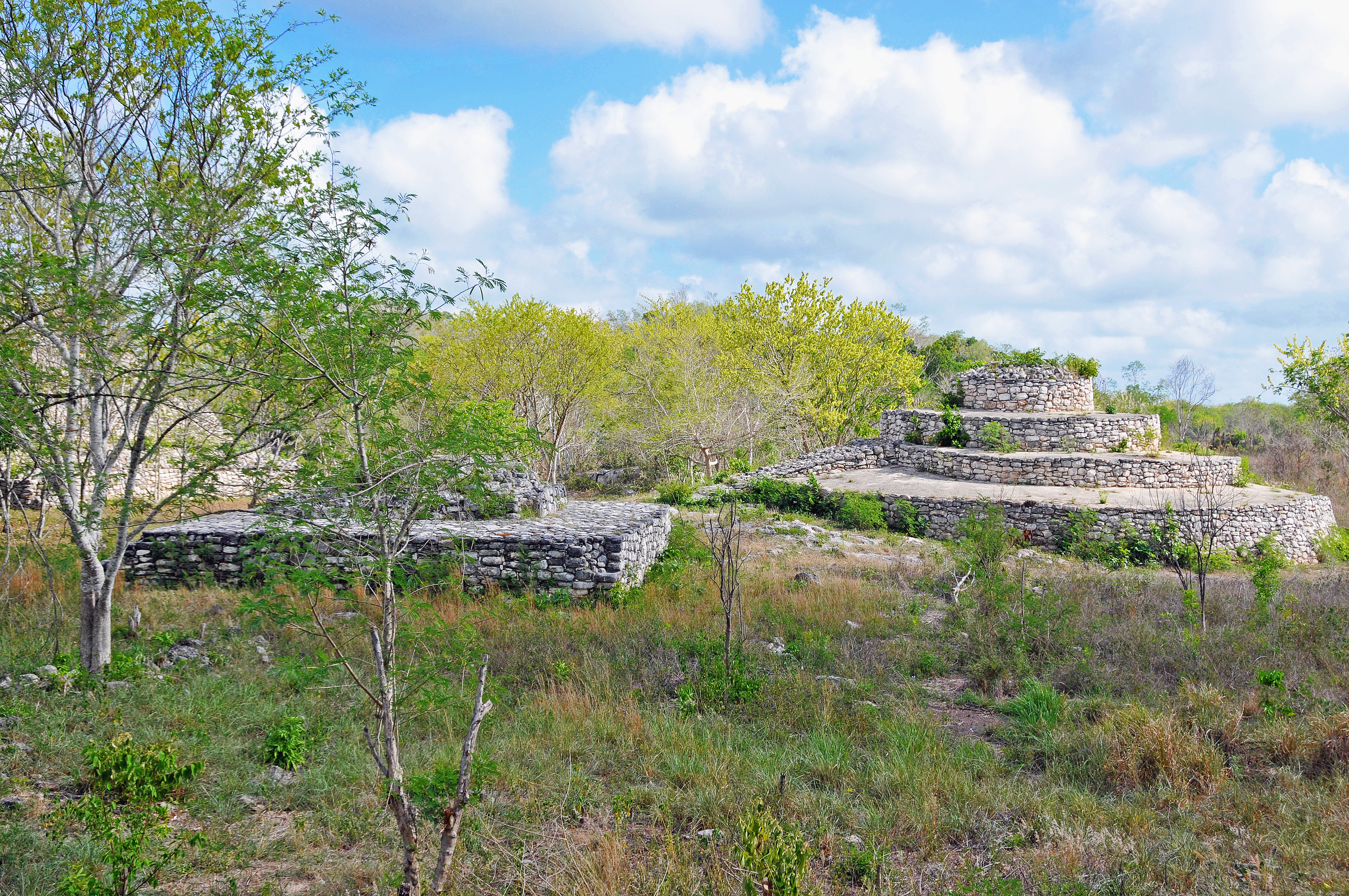
Археологическая зона Яшунах